# Уйвай-Медла
Уйва́й-Ме́дла (рос. Уйвай-Медла) — присілок в Дебьоському районі Удмуртії, Росія.

## Населення
Населення — 135 осіб (2010; 142 в 2002).
Національний склад станом на 2002 рік:
- удмурти — 90 %

## Урбаноніми[3]
- вулиці — Уйваймедлинська